# Габараев, Сергей Нестерович
Серге́й Не́стерович Габара́ев (осет. Гӕбӕраты Нестеры фырт Сергей; 1 июня 1928, селение Мугут, Юго-Осетинская автономная область, СССР — 9 мая 2014, Цхинвал, Южная Осетия) — советский борец вольного стиля и самбо, чемпион СССР по вольной борьбе, самбо и бронзовый призёр чемпионата мира по вольной борьбе.

## Биография
Родился 1 июня 1928 года в селении Мугут Знаурского района, Южная Осетия, СССР.
С юношеских лет бегал, поднимал разные тяжёлые металлические предметы. В 1950 году выиграл первенство Грузии по гиревому спорту. После того как он был зачислен в сборную команды Грузии по вольной борьбе, забросил гиревой спорт.
Вольной борьбой тренировался под руководством Вахтанга Кухианидзе. В 1952 году стал вторым на чемпионате Грузии по вольной борьбе. В 1953 году стал серебряным призёром на чемпионате СССР в Тбилиси. С 1954 года входит в состав сборной СССР по вольной борьбе. В этом же году в матчевой встрече сборной Швеции и СССР по вольной борьбе стал первым, выиграв у многократного чемпиона мира и чемпиона Олимпийских игр Олле Андерберга, так же стал бронзовым призёром чемпионата мира в Токио и чемпионом СССР по вольной борьбе в Ленинграде.
В 1955 году стал третьим на чемпионате СССР по вольной борьбе в Минске.
В 1956 году стал чемпионом СССР по самбо в Ленинграде и третьим в вольной борьбе на летней Спартакиаде народов СССР в Москве. Мастер спорта СССР по самбо (1958). Представлял общество «Динамо» (Тбилиси).
В 1958 году из-за травмы руки завершил спортивную карьеру. После этого занимался тренерской деятельностью в Тбилиси.
Жил с семьёй в городе Цхинвал, где и умер в мае 2014 года.

## Спортивные достижения
- Чемпион СССР по вольной борьбе в Ленинграде (1954)
- Чемпион СССР по самбо в Ленинграде (1956)

## Награды и звания
- Заслуженный деятель физической культуры и спорта республики Южной Осетии
- Медаль «За укрепление мира»